# Hallenmasters Winterthur 2016
Die Hallenmasters 2016 war die elfte und bisher letzte Austragung der Hallenmasters in Winterthur. Gewonnen wurde das von rund 1'700 Zuschauern besuchte Turnier abermals vom FC Schaffhausen, dem damit als erster Verein die Titelverteidigung gelingt und neben dem FC Winterthur als einziger Verein das Turnier zweimal gewinnen konnte. Die Munotstädter konnten sich im Finale gegen den finanziell klammen FC Biel – der aus Spargründen lediglich mit einem Kleinbus angereiste – mit 3:2 durchsetzen.

## Männer

### Teilnehmer
- FC Biel (Challenge League)
- FC Luzern (Super League)
- FC Schaffhausen (Challenge League)
- FC St. Gallen (Super League)
- FC Vaduz (Super League)
- FC Winterthur (Challenge League)

### Gruppe A
|                 | Ergebnis |                 |
| --------------- | -------- | --------------- |
| FC Biel         | 7:2      | FC Schaffhausen |
| FC Schaffhausen | 7:3      | FC St. Gallen   |
| FC St. Gallen   | 7:6      | FC Biel         |

### Gruppe B
|               | Ergebnis |               |
| ------------- | -------- | ------------- |
| FC Vaduz      | 3:3      | FC Winterthur |
| FC Winterthur | 1:1      | FC Luzern     |
| FC Luzern     | 4:3      | FC Vaduz      |

### Halbfinale
|                 | Ergebnis |               |
| --------------- | -------- | ------------- |
| FC Biel         | 5:2      | FC Winterthur |
| FC Schaffhausen | 5:3      | FC Luzern     |

### Finale
|                 | Ergebnis |         |
| --------------- | -------- | ------- |
| FC Schaffhausen | 3:2      | FC Biel |

### Spiel um Platz 3
|               | Ergebnis |           |
| ------------- | -------- | --------- |
| FC Winterthur | 9:6      | FC Luzern |

### Spiel um Platz 5
|          | Ergebnis |               |
| -------- | -------- | ------------- |
| FC Vaduz | 6:1      | FC St. Gallen |

## Übrige Turniere
- Das Regionalmasters konnte der FC Seuzach für sich entscheiden – im Finale schlugen sie die U21-Mannschaft des FC Winterthur mit 4:1.
- Das Seniorenmasters wurde wie in den zehn Ausgaben zuvor vom Team Pulssport gewonnen, wodurch die Auswahlmannschaft des Veranstalters Pulssport alle Ausgaben des Senionrenturniers gewonnen hat.
- Die Juniorenmasters konnten in bei den D-Junioren vom FC Wiesendangen gewonnen werden, die sich im Finale mit 7:6 nach Penaltyschiessen gegen diejenigen vom FC Winterthur durchsetzten. Bei den E-Junioren setzte sich Phönix Seen durch, die im Finale die Junioren des FC Neftenbach mit 4:0 schlugen.